# Quan hệ NATO–Ukraina
Mối quan hệ giữa Ukraina và Tổ chức Hiệp ước Bắc Đại Tây Dương (NATO) bắt đầu vào năm 1991 sau khi Ukraina giành được độc lập sau sự tan rã của Liên Xô. Ukraina khởi đầu bằng việc tham gia vào Chương trình Đối tác vì Hòa bình của NATO năm 1994, sau đó tham gia vào Quy trình Lập kế hoạch và Đánh giá năm 1997 và Ủy ban NATO-Ukraina năm 1998. Mặc dù sau khi giành độc lập, Ukraina ban đầu tuyên bố trung lập và không liên kết với các khối quân sự, quốc gia này sau đó quan tâm đến việc trở thành thành viên NATO chính thức. Sau khi Nga sáp nhập Krym và hỗ trợ lực lượng ly khai ở miền đông Ukraina năm 2014, Ukraina bắt đầu tích cực theo đuổi tư cách thành viên NATO, chính thức tuyên bố đây là mục tiêu chính sách chiến lược vào năm 2017.
Tuy nhiên, triển vọng trở thành thành viên NATO vẫn chưa chắc chắn do xung đột còn tiếp diễn ở miền đông Ukraina và những lo ngại về việc đáp ứng các tiêu chí thành viên. Trong khi sự ủng hộ của dân chúng Ukraina đối với tư cách thành viên NATO đã tăng lên kể từ năm 2014, thì triển vọng này vẫn tiếp tục vấp phải sự phản đối từ Nga. Nga vốn coi khả năng Ukraina gia nhập NATO là một mối đe dọa an ninh.
Một cuộc thăm dò năm 2017 cho thấy khoảng 69% người Ukraina muốn gia nhập NATO, so với 28% vào năm 2012, khi Yanukovych còn nắm quyền.  Vào tháng 2 năm 2019, Quốc hội Ukraina đã bỏ phiếu sửa đổi Hiến pháp Ukraina để nêu rõ mục tiêu của Ukraina là trở thành một thành viên của NATO và Liên minh châu Âu. Tại Hội nghị thượng đỉnh Brussels tháng 6 năm 2021, các nhà lãnh đạo NATO đã nhắc lại một quyết định tại Hội nghị thượng đỉnh Bucharest 2008, theo đó Ukraina cuối cùng sẽ trở thành thành viên NATO với Kế hoạch Hành động Thành viên (MAP) như một phần không thể thiếu của tiến trình này. NATO cũng nhắc lại việc Ukraina có quyền quyết định tương lai và chính sách đối ngoại của mình mà không có sự can thiệp từ bên ngoài. Tổng thư ký NATO Jens Stoltenberg cũng nhấn mạnh rằng Nga sẽ không thể phủ quyết việc Ukraina gia nhập NATO "vì chúng ta sẽ không quay trở lại kỷ nguyên phạm vi lợi ích, khi các nước lớn quyết định những nước nhỏ hơn nên làm gì." Trước khi Ukraina thực hiện các hành động tiếp theo để trở thành thành viên NATO, Nga đã phát động cuộc xâm lược toàn diện vào Ukraina vào ngày 24 tháng 2 năm 2022.

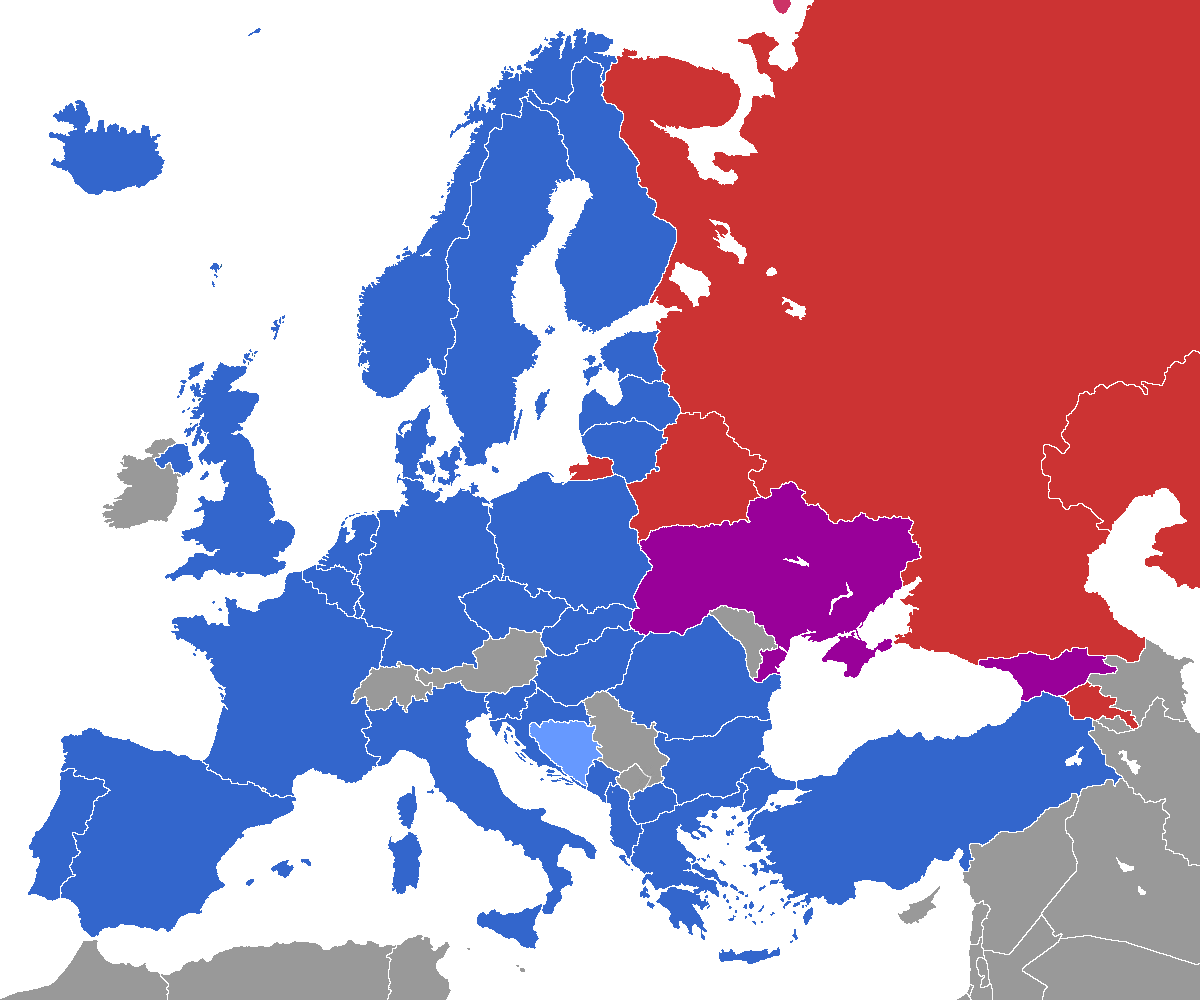
Các quốc gia thành viên NATO (xanh dương), các quốc gia đang trong quá trình gia nhập NATO (xanh nhạt), các quốc gia đang tìm kiếm tư cách thành viên (tím) và CSTO do Nga lãnh đạo (màu đỏ).

Các cuộc thăm dò được thực hiện từ năm 2005 đến năm 2013 cho thấy người Ukraina ít ủng hộ việc trở thành thành viên NATO. Tuy nhiên, kể từ khi bắt đầu Chiến tranh Nga-Ukraina vào năm 2014, sự ủng hộ của dân chúng Ukraina đối với tư cách thành viên NATO đã tăng lên rõ rệt. Kể từ tháng 6 năm 2014, các cuộc thăm dò cho thấy khoảng 50% số người được hỏi ủng hộ việc Ukraina trở thành thành viên NATO.
Vào ngày 30 tháng 9 năm 2022, Ukraina chính thức nộp đơn xin gia nhập NATO, sau khi Nga sáp nhập miền Đông và miền Nam Ukraina.